# Tercera Teoría Internacional
La Tercera Teoría Internacional (en árabe: نظرية عالمية ثالثة‎), también conocida como Tercera Teoría Universal o Gaddafismo, fue el estilo de gobierno propuesto por Muammar Gaddafi el 15 de abril de 1973 en su Discurso de Zuwara, en el que se basó oficialmente su gobierno, la Gran Yamahiriya Árabe Libia Popular Socialista. Combinaba elementos del nacionalismo árabe, nasserismo, antiimperialismo, socialismo islámico, populismo de izquierda,nacionalismo africano, panarabismo, y estuvo en parte influenciado por los principios de la democracia directa. La teoría también contenía elementos del fundamentalismo islámico, ya que Gadafi argumentó que los musulmanes necesitaban regresar a Dios y al Corán y rechazó la interpretación formal del Corán como blasfemia. Sin embargo, el régimen de Gadafi ha sido descrito como Islamista, en lugar de fundamentalista, ya que Gadafi se opuso al salafismo y muchos fundamentalistas islámicos fueron encarcelados durante su gobierno.
Tiene similitudes con el sistema de autogestión socialista yugoslava en la Yugoslavia Titoísta  durante los años 1960, 1970 y 1980 desarrollado por Edvard Kardelj. También se inspiró en parte en el "Pequeño Libro Rojo" de Mao Zedong y la Teoría de los Tres Mundos. Fue propuesto por Gadafi como una alternativa al capitalismo y al marxismo-leninismo para los países del Tercer Mundo, basándose en la creencia declarada de que se había demostrado que ambas ideologías eran inválidas.
El Consejo Superior de Orientación Nacional fue creado para difundir e implementar esta teoría, y encontró una realización parcial en Libia, un autoproclamado Estado Utopía modelo. La caída de Gadafi y su muerte en 2011 llevaron a la disolución de su sistema y su sustitución por el Consejo Nacional de Transición.

## Antecedentes

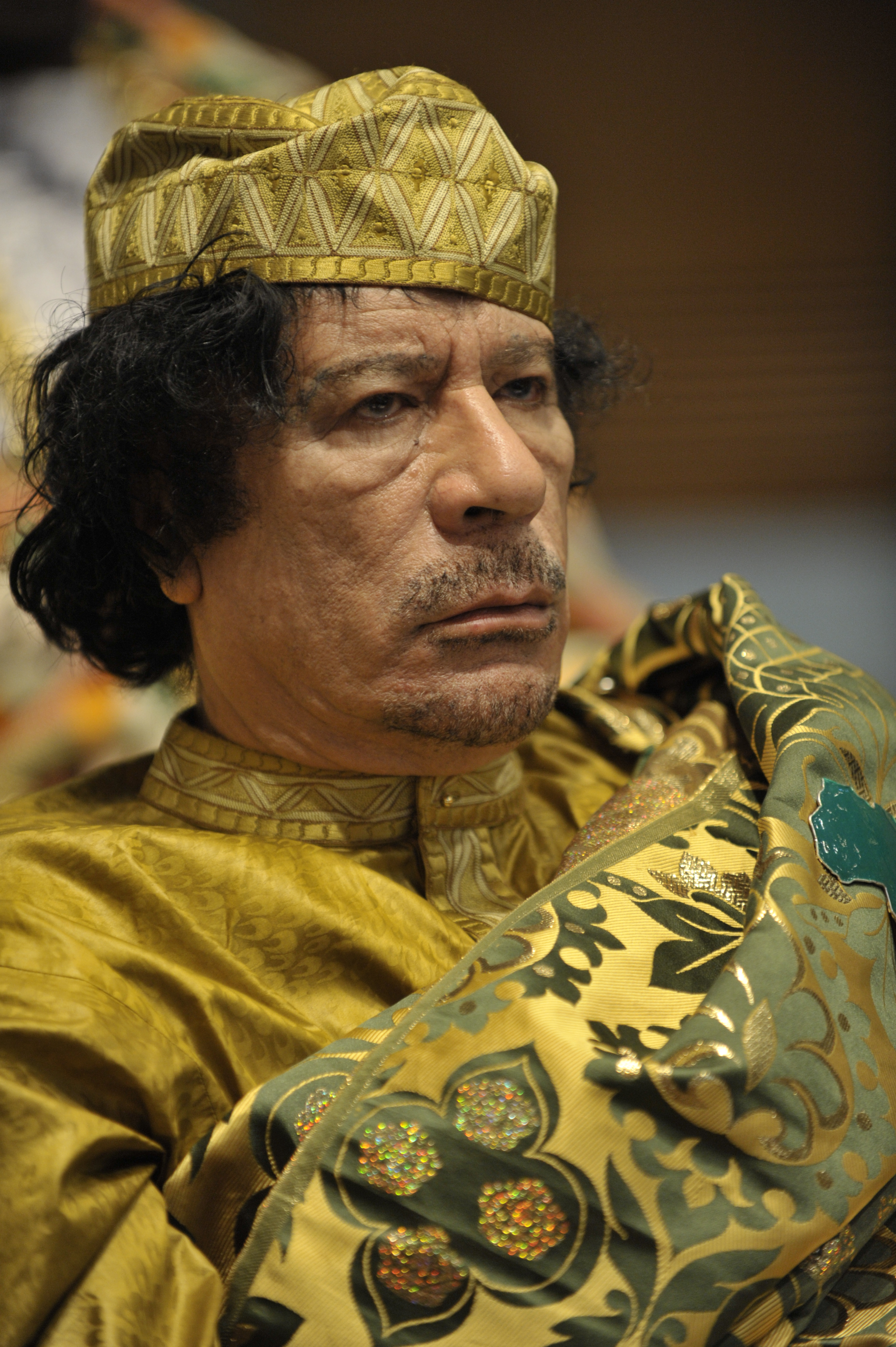
Muammar Gaddafi, autor de la Tercera Teoría Internacional, en una cumbre de la Unión Africana en 2009.

Las disposiciones clave de la Tercera Teoría Internacional se describen en El Libro Verde (publicado entre 1976 y 1979). Se trata de un sistema de opiniones que critica en detalle la democracia al estilo europeo y el marxismo soviético.

### Contexto intelectual y político
En los años 1960 y 1970, en los países del Este árabe-musulmán, se generalizaron diversas teorías de "tipos nacionales de socialismo", denominados "socialismo islámico". Este socialismo se basó en los principios del nacionalismo, la religión y la igualdad, y sus ideas inspiraron una serie de revoluciones, levantamientos populares y golpes de Estado en el mundo árabe. De manera similar, en Libia, el 1 de septiembre de 1969, un grupo de oficiales del ejército libio pertenecientes al Movimiento de Oficiales Libres, Unionistas y Socialistas derrocaron la monarquía y proclamaron la República Árabe Libia. El poder supremo quedó temporalmente relegado al Consejo del Mando Revolucionario (CCR), encabezado por el coronel Muammar Gaddafi, de 27 años.
La orientación antiimperialista de la revolución libia se manifestó claramente en los primeros meses del nuevo régimen. El 7 de octubre de 1969, en el 24º período de sesiones de la Asamblea General de la ONU, el representante Permanente de Libia anunció su intención de eliminar todas las bases extranjeras en tierra libia.
A continuación, los dirigentes libios informaron a los embajadores de Estados Unidos y Gran Bretaña que pondrían fin a los respectivos acuerdos. Casi al mismo tiempo comenzó una ofensiva contra la posición del capital extranjero en la economía.
Los primeros resultados y las próximas tareas de la revolución libia se fijaron en una declaración pública del 11 de diciembre de 1969, una Declaración Constitucional Provisional. El Islam fue declarado la religión estatal oficial. Se proclamó que uno de los principales objetivos de la revolución era la construcción de una forma de socialismo basada en "la religión, la moral y el patriotismo". Gadafi y sus compañeros pretendían lograrlo mediante "la justicia social, altos niveles de producción, la eliminación de todas las formas de explotación y la distribución equitativa de la riqueza nacional".
El Consejo del Comando Revolucionario debía funcionar como el centro de la organización política de la sociedad, con derecho a nombrar ministros del gabinete, declarar la guerra y celebrar contratos, emitir decretos con fuerza de ley y manejar aspectos clave de los asuntos internos. y política exterior. Presidente del IBS, Gadafi fue nombrado jefe de la República Árabe Libia.
En 1973, Gadafi organizó la Unión Socialista Árabe, que se convirtió en la única organización política legal del país. En 1977, el Congreso General del Pueblo, en representación de numerosos comités nacionales, adoptó un decreto (la "Declaración de Sabha") sobre el establecimiento de un "régimen de poder popular" (la llamada "democracia popular directa") en Libia, y el país pasó a llamarse Jamahiriya Árabe Libia Popular y Socialista. El Consejo del Comando Revolucionario también pasó a denominarse y transformarse en Secretaría General del Congreso. En la práctica, la Unión Socialista Árabe se fusionó con el aparato del Congreso General del Pueblo. Las personas elegidas para la Secretaría General del Congreso General del Pueblo fueron Gadafi (Secretario General) y cuatro de sus asociados más cercanos: el mayor Abdessalam Jalloud y los generales Abu-Bakr Younis Jabr, Mustafa al-Harrubi y Huveyldi al-Hmeydi. 
Dos años más tarde, los cinco dirigentes dimitieron de sus cargos públicos y fueron sustituidos por directivos profesionales. Desde entonces hasta su muerte, Gadafi ostentó oficialmente el título de Líder de la Revolución Libia y el grupo de los cinco líderes se denomina "Liderazgo Revolucionario". Además, se estableció una jerarquía de Comités Revolucionarios con el propósito de implementar las políticas de la Dirección Revolucionaria dentro del sistema de los Congresos Populares.

## Doctrina
La doctrina ideológica oficial es la Tercera Teoría Internacional, descrita en el "Libro Verde" de Gadafi (1976-1979). Antes de la revolución, siempre había ejemplares del "Libro Verde" a la venta en las librerías libias en muchos idiomas.
El libro es una colección de citas del líder libio, dividida en tres partes y que cubre los siguientes aspectos vitales de la existencia:
1. Resolver el problema de la Democracia (Poder Popular);
2. Resolver el problema de la economía (socialismo);
3. El aspecto público de la "Tercera Teoría Internacional".

### "Poder Popular"
La primera parte del "Libro Verde" es "La solución del problema de la democracia: la autoridad del pueblo". Este aspecto político de la Tercera Teoría Internacional, publicada en enero de 1976, rechaza las formas tradicionales de democracia como el parlamento, los partidos políticos y los referendos, y describe los principios básicos principios de la democracia popular directa basada en los congresos y comités populares. El libro sostiene que la democracia representativa no es, de hecho, más que una especie de dictadura.
Según el "Libro Verde", el ganador en la lucha por el poder es siempre un instrumento de gobierno: un individuo, un partido, una clase; y el perdedor siempre es el pueblo, por lo que no es verdadera democracia. La lucha política conduce a menudo al ascenso al poder de un instrumento de gobierno que representa a una minoría, y ello a través de medios democráticos legales. Por tanto, todos los regímenes políticos existentes falsifican la democracia genuina y son dictaduras.
El parlamentarismo, según Gadafi, es una solución perversa al problema de la democracia. Un Parlamento no puede hablar en nombre del pueblo, porque democracia significa el gobierno del pueblo, no de quienes actúan en su nombre. Los métodos de elección del parlamento no pueden considerarse democráticos, porque las masas quedan completamente desconectadas de los miembros del parlamento. Los parlamentarios monopolizan el poder de las masas y el derecho a decidir sus asuntos por ellas. De hecho, el parlamento no representa al pueblo, sino al partido que ganó las elecciones. De hecho, el pueblo es utilizado por las fuerzas políticas en la lucha por el poder. El sistema de parlamentos electos es un sistema demagógico porque los votos pueden comprarse y manipularse, es decir, la representación parlamentaria es un fraude. En general, la teoría del gobierno representativo es, sostiene Gadafi, una práctica anticuada que fue inventada por filósofos y pensadores en la época en que los gobernantes ordenaban a la gente común como si fuera ganado.
El partido, según el "Libro Verde", es un instrumento moderno de gobierno dictatorial: es el poder de una parte sobre el todo. Los partidos son establecidos por grupos de personas para actuar en beneficio de sus intereses o para imponer sus puntos de vista al público y establecer su ideología en él. El número de partidos en un sistema no altera el fondo del asunto. Además, cuanto más numerosos son los partidos, más intensa es la lucha de poder entre ellos, lo que a su vez socava los programas orientados a beneficiar a toda la sociedad. Los intereses de la sociedad y de su desarrollo se sacrifican en aras de la lucha partidista por el poder.
Además, los partidos pueden ser corruptos y pueden ser sobornados desde fuera y desde dentro. La "oposición" no es un órgano de control sobre las actividades del pueblo del partido gobernante, sólo espera el momento adecuado para ocupar el lugar del partido gobernante en la cima del poder. El control está en manos del partido en el poder (a través del Parlamento) y el poder en manos del partido en control.
Gadafi compara partido y clan. En su opinión, en la lucha por el poder, el partido no se diferencia de una lucha por el poder entre tribus y clanes. Se describe que ambos tipos de lucha tienen un efecto negativo y desintegrador en la sociedad.
El referéndum también se describe como una falsificación de la democracia. Los votantes sólo pueden decir "sí" o "no". La teoría afirma que todo el mundo debería poder justificar su deseo y la causa de su aprobación o desaprobación. Por lo tanto, para ser completamente democrático, es necesario crear un instrumento de gobierno que sea idéntico a toda la nación en su conjunto, y no a un organismo representativo que actúe en su nombre.

#### Congresos populares
Gadafi ofrece crear una estructura jerárquica especial de congresos y comités populares, lo que resultará en un sistema donde "la gestión se vuelve popular, el control se vuelve popular y la antigua definición de democracia como 'control del pueblo sobre el gobierno' es reemplazada por su nueva definición como 'el control del pueblo sobre sí mismo'."
"El único medio de democracia popular son los congresos del pueblo. Cualquier otro sistema de gobierno es antidemocrático. Todos los sistemas de gobierno existentes en el mundo son antidemocráticos si no se adhieren a este método de gobierno. Los congresos del pueblo son el objetivo final del movimiento de pueblos en el camino hacia la democracia. Los congresos y comités populares representan el resultado final de la lucha de los pueblos por la democracia."
En la Jamahiriya propuesta, toda la población se divide en Congresos Populares, que eligen los Comités Populares, que a su vez forman la segunda vuelta de los Congresos Populares, que eligen los Comités Estatales, que cumplen la función de administración estatal. Las cuestiones consideradas en los Congresos del Pueblo finalmente se formulan cada año en el Congreso General del Pueblo (Libia). En consecuencia, los resultados y decisiones del Congreso General se llevan a los niveles inferiores en orden inverso.
En el Congreso General del Pueblo, que reúne a los órganos rectores de los congresos del pueblo, los comités del pueblo, los sindicatos y las asociaciones profesionales, se debaten las cuestiones públicas más importantes y se toman las decisiones legislativas definitivas.
En la primera parte del "Libro Verde", Gadafi también expone sus puntos de vista sobre la libertad de expresión. Según él, "un ser humano, como individuo, debe tener libertad de expresión, e incluso si está loco, debe tener derecho a expresar libremente su locura". El hombre, como entidad jurídica, también es libre de expresarse como tal. En el primer caso, el hombre sólo se representa a sí mismo; en el segundo, sólo a un grupo de personas que forman una entidad jurídica.
"La sociedad está compuesta por muchos individuos y entidades. Por lo tanto, si un individuo está loco, eso no significa que el resto de la sociedad también lo esté. La prensa es un método de expresión de la sociedad, no una sola persona o entidad. Un periódico , si es propiedad de un individuo, expresa sólo las opiniones de su propietario. La afirmación de que representa la opinión pública es insostenible y no tiene fundamento, porque en realidad expresa las opiniones de un individuo, y desde el punto de vista de una democracia genuina "Es inaceptable que un individuo sea propietario de los medios impresos y otros tipos de medios que brindan información al público".

### Socialismo
La segunda parte del "Libro Verde" ("La solución del problema económico (socialismo)") expone el aspecto económico de la Tercera Teoría Internacional (publicada el 2 de febrero de 1978).
Esta parte critica el trabajo asalariado, comparándolo con la esclavitud, y proclama el derecho de un empleado a cualquier producto producido por él. Una persona debe trabajar de acuerdo con sus capacidades y también debe ser capaz de satisfacer sus necesidades, y todo excedente debe destinarse a la acumulación de riqueza social. La acumulación de excedente por parte de una persona reduce [la posibilidad de satisfacción de] las necesidades de otra persona y, por tanto, es inaceptable.
En septiembre de 1977, Gadafi propuso como base de la vida económica el principio de "autogobierno en la economía". De conformidad con este principio, se preveía que las empresas deberían pasar a la gestión colectiva de quienes trabajan en ellas. El lema "Socios, no empleados" recibió una justificación teórica en la segunda parte del Libro Verde, y en noviembre del mismo año esta idea comenzó a implementarse en algunas empresas industriales.
Durante el desarrollo de sus ideas económicas, Gadafi propuso otro lema: "Bienes inmuebles, propiedad de su habitante". Es decir, una persona que vivía en una casa era propietario, no inquilino. En mayo de 1978 se aprobó una ley por la que se prohibía el alquiler de locales residenciales y los inquilinos se convertían en propietarios de sus apartamentos y casas en alquiler.
Con el lema "Socios, no empleados", los trabajadores y empleados, bajo la dirección de los comités populares, se hicieron cargo de empresas e instituciones no sólo en la producción sino también en el comercio, así como en los diversos servicios. Los antiguos propietarios obtuvieron una compensación y la oportunidad de participar en la gestión de estas empresas, pero en "igualdad de colaboración con los productores". Esta campaña fue descrita como una "captura del pueblo" y fue una forma de eliminación de la propiedad privada de las empresas por parte de las clases media y alta.
El funcionamiento del sistema político de la "Jamahiriya" en el campo y especialmente en la producción se vio obstaculizado tanto por la oposición de las clases altas como por la preparación insuficiente de las actividades realizadas y la incapacidad del nuevo personal directivo para gestionar la economía. Esto provocó descontento y malestar entre la población contra las innovaciones políticas y económicas de los líderes libios. Algunos clérigos musulmanes acusaron a Gaddafi de "desviarse del Corán".
En respuesta, las autoridades hicieron serios esfuerzos para limitar la influencia del clero. Gadafi hizo un interrogatorio público televisado a los miembros del clero pro-oposición sobre el tema del Corán. Según Gadafi, demostró que no podían responder a sus preguntas y posteriormente utilizó esto como motivo para privar a algunos de ellos del derecho a celebrar servicios religiosos.
El resultado final de las reformas económicas en la Jamahiriya debía ser "el logro de una nueva sociedad socialista", una etapa en la que las ganancias y el dinero desaparecen de la sociedad y esta se vuelve plenamente productiva, y la producción satisface plenamente las necesidades materiales de todos los miembros de la sociedad. En esta etapa, las ganancias y el dinero estaban destinados a desaparecer por sí solos.
Gracias a la exitosa exploración petrolera que comenzó en 1961, Libia se ha convertido en un estado próspero con el ingreso per cápita más alto de África. En 1970, los precios del petróleo en los mercados mundiales aumentaron considerablemente, lo que llevó a la acumulación de fondos sustanciales en Libia, como proveedor de petróleo a los países occidentales. Los ingresos gubernamentales procedentes de las exportaciones de petróleo se utilizarían para financiar el desarrollo urbano y la creación de un sistema moderno de bienestar social.
Al mismo tiempo, para mejorar el prestigio internacional de Libia, se gastaron enormes sumas de dinero en la creación de un ejército moderno y bien equipado. En Medio Oriente y el norte de África, Libia sirvió como portadora de ideas de nacionalismo árabe y como enemigo intransigente de Israel y Estados Unidos. La fuerte caída de los precios del petróleo a mediados de la década de 1980 y las sanciones de la ONU Resolución 748 del Consejo de Seguridad de las Naciones Unidas por su conexión con los ataques de Lockerbie Vuelo 103 de Pan Am (en 1992) llevaron a un debilitamiento significativo de Libia. El 12 de septiembre de 2003, el Consejo de Seguridad de la ONU levantó las sanciones impuestas en 1992.

### Aspecto público de la teoría
La tercera parte, el "Aspecto público de la Tercera Teoría Internacional", se publicó el 1 de junio de 1979. Abordaba muchos aspectos de la vida, incluidas las mujeres, el sistema educativo, los deportes y la fusión de los idiomas del mundo. En esta parte se presenta una visión global de una adecuada convivencia. Los principios fundamentales se reducen a esto: cada nación debería tener su propia religión y debería reconocer la importancia de una cadena social continua ("la familia-la tribu-la nación-el mundo", "de los pequeños a los grandes") .
Según el "Libro Verde": "si el espíritu nacional es más fuerte que el espíritu religioso, la lucha entre diferentes naciones, que solían estar unidas en una religión, se amplifica, y cada una de esas naciones logra la independencia, volviendo a la sociedad estructura que le es característica." "Una tribu es lo mismo que una familia, pero una que ha aumentado debido al mayor crecimiento de la descendencia, es decir, la tribu es una gran familia. La Nación es una tribu, pero una tribu que ha crecido como resultado del aumento "Descendencia, es decir, una nación es una tribu grande. El mundo es una nación, pero una nación dividida en muchas naciones como resultado del crecimiento demográfico, es decir, el mundo es una gran nación".
"La tribu es la protección social natural del individuo, asegurando sus necesidades sociales". En Libia, según una tradición social aceptada, la tribu proporciona colectivamente la redención de sus miembros pagando colectivamente rescates por ellos, pagando sus multas, vengándolos y defendiéndolos colectivamente.
Un lugar especial en el Libro Verde está reservado a las mujeres, su constitución física y su papel social en la sociedad:
- Primero – "Una mujer es un ser humano, al igual que un hombre";
- Segundo – "Una mujer es un individuo del sexo femenino, mientras que un hombre es un individuo del sexo masculino. En vista de esto, una mujer "tiene una enfermedad regular en forma de sangrado mensual, pero si esto no sucede, entonces ha quedado embarazada".
- Tercero – la tendencia a negar a la mujer su papel natural de madre y reemplazarla con guarderías es el comienzo de una negación de la sociedad humana, humana y de su transformación en una sociedad biológica, viviendo una vida artificial (como resultado de esto, en Libia no hay guarderías y una mujer, una vez que ha dado a luz a un niño, nunca vuelve a trabajar).
- Cuarto: los hombres en el mundo de las plantas y los animales son por naturaleza fuertes y rudos, mientras que las mujeres en el mundo de las plantas y los animales del mundo y los pueblos del mundo son por naturaleza hermosas y tiernas.

En consecuencia, Gadafi concluyó que "los derechos humanos son para todos: hombres y mujeres, pero las responsabilidades no son iguales".
También se aborda la cuestión del idioma: "La gente seguirá estando subdesarrollada hasta que exista un idioma común". Sin embargo, esta cuestión sólo puede resolverse mediante la fusión de lenguas en una serie de etapas, a lo largo de varias generaciones, siempre que con el tiempo estas generaciones pierdan sus rasgos heredados: "las percepciones sensoriales, los gustos y el temperamento de sus padres y abuelos".
El Libro Verde también ofrece una visión original de los deportes y del espectáculo:
- "El deporte sólo puede ser individual, como una oración";
- "El deporte de masas es una necesidad social del ser humano, por lo que es inaceptable desde el punto de vista deportivo o democrático 'subcontratar' el deporte a otros [profesionales]";
- "El deporte colectivo es asunto de masas";
- "Los estadios existen para impedir que las masas utilicen los campos deportivos";
- "Boxeo y varios tipos de lucha libre sugieren que la humanidad no se ha librado por completo de los vestigios de la barbarie."

Este enfoque del deporte llevó a que la mayoría de los estadios de Libia estuvieran abiertos sólo durante los desfiles militares y a que cualquier tipo de lucha estuviera estrictamente prohibida.

#### Relación con el Islam
En ausencia de prescripciones específicas para la transformación de la sociedad en el llamado "socialismo islámico", Gadafi revisó constantemente esta teoría. Antes del "Libro Verde", el Islam era considerado una de las fuentes ideológicas de la ideología oficial en Libia, pero la tercera parte de este libro, que apareció en el verano de 1979, no evaluó su veracidad sobre la base de los preceptos del Islam. .
Por el contrario, "la verdad" de las propias disposiciones islámicas se evaluó en términos de su compatibilidad con la teoría. Se declaró que el motor de la historia era la lucha nacional y social. Al mismo tiempo, como precisó Gadafi, "si nos limitáramos a apoyar únicamente a los musulmanes, sería un ejemplo de intolerancia y egoísmo: el verdadero Islam es el que defiende a los débiles, incluso si no son musulmanes".
En las explicaciones y comentarios posteriores sobre el "Libro Verde", muchas de sus disposiciones sufrieron revisiones significativas sin dejar de ser el catecismo básico de la ideología en Libia.

## Implementación en Libia
La teoría se implementó parcialmente en Libia. En marzo de 1977, se declaró la "Declaración de Sabha" y la república se transformó en una Jamahiriya (la Gran Yamahiriya Árabe Libia Popular Socialista). Se abolieron esas formas de propiedad privada explotadora (mientras que se mantuvieron las empresas familiares privadas en el sector de servicios).
Con el advenimiento de la globalización y la revolución de la información, Gaddafi modificó ligeramente su teoría introduciendo una tesis sobre la era de los grandes espacios en los que el Estado-nación se está volviendo inviable.

La palabra "Jamahiriya" (en árabe: جماهيرية‎ jamāhīriyyah, aproximadamente "[estado] de las masas") es una neologismo Árabe. Es el adjetivo femenino nisba formado a partir del término "Jamahir" (masas). Se hace eco del término árabe para "República", "Jumhuriyah" (formalmente el adjetivo femenino nisba de Jumhur "pueblo"). Ambos provienen de la raíz J-M-H.
Se suponía que la forma de gobierno "Jamahiriya" de Gadafi era diferente tanto de la monarquía como de la república, de ahí el nombre de "Tercera" Teoría Internacional.

### Política y gobierno de Libia bajo Gadafi
Bajo Gadafi, Libia estaba gobernada por un régimen militar que profesaba la idea del nacionalismo árabe, el socialismo y el Islam. La autoridad estatal más alta era el Congreso General del Pueblo (CGP), compuesto por representantes de los Comités del Pueblo. En la práctica, el CGP tenía las funciones de un parlamento. Sus miembros fueron elegidos a nivel local y regional, aunque algunos fueron designados personalmente por Gadafi. Gadafi también nombró a sus ministros entre los miembros del CGP. Si bien Gadafi no ocupó ningún cargo oficial, siguió siendo la principal figura política en Libia.
El Islam es la religión estatal de Libia, pero la influencia del clero musulmán es limitada. La democracia directa ha sido declarada en el país y los ingresos del petróleo permiten mantener un alto nivel de vida para la población libia. La presencia de capital extranjero se reduce y el Estado es propietario de las empresas de las grandes y medianas industrias.
La base de la justicia es el Corán. Un sistema jerárquico de tribunales lleva a cabo los procedimientos judiciales. Los juicios de menor cuantía se examinan en los tribunales de primera instancia. Luego vienen los Juzgados de Primera Etapa, los Tribunales de Apelaciones y la Corte Suprema.
El principal principio oficial del gobierno en Libia era: "El poder, la riqueza y las armas están en manos del pueblo."

### Modificación de la teoría en Libia
La transformación de la sociedad libia en Jamahiriya estuvo acompañada de muchos zigzags y fue más lenta de lo que Gadafi pretendía. El sistema que creó puede haber despertado el activismo político en el pueblo libio, pero, como tuvo que admitir, "la participación popular en el gobierno no fue completa".
Por lo tanto, en la sesión del Congreso General del Pueblo celebrada en la ciudad de Sirte el 18 de noviembre de 1992, se decidió establecer una nueva estructura política: ésta debía iniciar la transición del país al nivel supremo de democracia. "una Jamahiriya modelo". Se trataba de crear, en lugar de reuniones públicas primarias (Congresos del Pueblo), 1.500 comunas, que son miniestados autoguiados dentro de un estado, cada uno con plena autoridad dentro de su distrito, incluida la asignación de fondos presupuestarios.
La necesidad de reorganizar el antiguo sistema político, como explicó Gadafi, se debía principalmente al hecho de que "no había logrado garantizar una democracia genuina debido a la complejidad de la estructura, que creaba una brecha entre las masas y los dirigentes, y era caracterizado por una excesiva centralización."
En general, después de 1992, la Jamahiriya siguió una política de construcción de una "sociedad socialista islámica" dominada por el lema "¡Poder, riqueza y armas, en manos del pueblo!".